# Verona Illustrata
Verona illustrata è una rivista a periodicità annuale edita dal Museo di Castelvecchio di Verona, rivolta alle Soprintendenze, alle Università e agli apporti "fuori ruolo": 

## Titolo
La testata ricorda l'omonima opera del veronese Scipione Maffei (1732), un'enciclopedia dedicata alla storia, agli scrittori e ai monumenti della città di Verona .

## Storia
Fondata nel 1988 sotto l'egida del direttore Licisco Magagnato, portata avanti da Sergio Marinelli è tuttora una delle più importanti riviste di storia dell'arte in Italia. Accoglie contributi di vari autori, spesso internazionali, di qualsiasi argomento ma prevalentemente collegato alla storia e alle personalità legate a Verona e/o al Veneto.
Il comitato di redazione della rivista è composto da Sergio Marinelli e Paola Marini (direttori), Gino Castiglioni, Alessandro Corubolo, Giorgio Marini. È stampata dalla Stamperia Valdonega una delle più antiche tipografie di Verona.